# Caucagua
Caucagua es una ciudad venezolana del estado Miranda, capital del Municipio Acevedo. Su nombre es un vocablo de raíz cumanagota y significa «aguas impetuosas».
La ciudad fue llamada Valle de Araguata hacia 1690. Fue refundado con el nombre de Caucagua en 1752. El obispo Mariano Martí le dio el nombre Nuestra Señora del Valle de la Santa Cruz de Caucagua en 1784. La población en 1783 fue 2.422 habitantes. Para el censo del año 2023, la ciudad contaba con 87.371 habitantes.
Contó con cierta prosperidad, dado que se encuentra en una encrucijada entre Caracas, el Oriente de Venezuela, y el resto del estado Miranda (Barlovento y Valles del Tuy), además de por ser un núcleo agrícola, principalmente por la producción de cacao en sus tierras de extraordinaria fertilidad además de su oferta de servicios (comerciales bancarios y gubernamentales) que abastecen a las localidades y pueblos cercanos. Durante la época colonial grandes y prósperas haciendas cacaoteras, de familias de la aristocracia criolla (ver criollo), se desarrollaron en las áreas aledañas, dando origen a la calificación de 'Gran cacao' para referirse a un gran señor feudal. En los últimos años ciertas industrias sea han asentado en la periferia de la misma. 
Se considera una encrucijada entre Caracas, Barlovento, Oriente y los Valles del Tuy. 

## Historia
Hacia el año 1841, la villa de Caucagua fungía como cabecera del cantón homónimo, el cual estaba conformado por las parroquias de Caucagua, Aragüita, Tapipa, Panaquire y Capaya. En ese entonces, el cantón contaba con una población de aproximadamente 4.913 habitantes, cuya principal actividad económica era la producción de cacao para la exportación, destacándose como un núcleo agrícola estratégico en la región centro-norte de Venezuela.

El renombrado geógrafo y cartógrafo Agustín Codazzi, quien exploró extensamente Venezuela entre 1830 y 1838, ofreció la siguiente descripción de la localidad:
“La villa de Caucagua está situada en una mesita con varias casas a poca distancia del río que lleva su nombre, por una ancha obra circundada de cerros cubiertos de bosques. Se encuentra a menos de una legua del río Tuy, que aquí es navegable y puede conducir los frutos hasta la mar. Los terrenos fértiles que contiene su valle, los grandes bosques que aún quedan por desmontar en parajes próximos al navegar el Tuy, hacen de esta villa un punto interesante para el comercio y la agricultura, gozándose en ella de un temperamento cálido pero sano”.

### Fundación y evolución demográfica
Originalmente, la localidad fue conocida como Valle de Araguata hacia 1690, en referencia a su entorno geográfico y a los asentamientos indígenas de la zona. En 1752, el poblado fue refundado con el nombre de Caucagua, consolidándose como núcleo urbano colonial. Posteriormente, en 1784, el Obispo Mariano Martí le asignó el nombre eclesiástico de Nuestra Señora del Valle de la Santa Cruz de Caucagua, denominación que refleja la influencia religiosa en la configuración urbana del periodo.
En términos demográficos, para 1783 la villa albergaba aproximadamente 2.422 habitantes, cifra que fue aumentando con el paso del tiempo. Según el censo del año 2001, la ciudad de Caucagua contaba con una población cercana a los 35.000 habitantes, reafirmando su importancia regional como centro poblado y productivo.

## Cultura

### Manifestaciones culturales y folclóricas
La Parranda de los Santos Inocentes de Caucagua, lleva celebrándose aproximadamente 60 años. Comienza el 27 de diciembre a partir de las once de la noche con la lectura del Bando.
Bando
Es una especie de heraldo, donde se nombra en forma picaresca y con sobrenombres a los integrantes y autoridades de la parranda, entre los cuales podemos citar: la jefa de parranda, el mosca, el correo de los de los inocentes, el verdugo, el abanderado, los policías, fiscales y por supuesto los Boleros.
Bolero
Vocablo que deriva de 'Voleo' que, en dialecto gitano, significa volar, en alusión a los movimientos danzarios (Danza, Baile). Los movimientos corporales son totalmente libres y bruscos, al ritmo de la música. Se hacen rondas y trencitos o cadenetas.
En Caucagua y en la celebración de los Santos Inocentes, un Bolero es una persona disfrazada con ropas viejas con huecos y picadas en tiritas, se pitan la cara de negro, la lengua de rojo, usan pelucas y se colocan cachos, cargan una lanza (un palo, una vara) y hacen sonidos tenebrosos; dan miedo, lo cual producen un efecto en las personas, el cual es que, si no le dan su aguinaldo (colaboración, dinero, hallaca, lo que sea), le van a hacer daño; pero aquí también se puede destacar su relación con la fecha 28 de diciembre “Día de los Inocentes”, puesto que en realidad los boleros no hacen daño, como da la impresión por su vestimenta tenebrosa, sino que son un personaje alegre, festivo, social y compartible que pasan por las calles, de casa en casa, de negocio en negocio, pidiendo su aguinaldo, haciendo un esfuerzo por mantener más viva que nunca esta tradición; son dignos de admiración, debemos valorarlos y gratificarlos.
La parranda de los Boleros de Caucagua tiene su origen o raíces en tiempos remotos, cuando por mandato del Rey Herodes fue ordenada la matanza de los niños, también se dice que en tiempos de la Colonia a los esclavos se les daba un día libre, el cual ellos aprovechaban para celebrar sus rituales y burlarse de sus patrones.
Estos actos siempre han tenido un matiz de burla, en la actualidad los boleros se disfrazan como personajes políticos, y estos representan la crisis, la corrupción, el hambre y otras cosas más.
Declarados Bien de Interés Cultural para la Nación en el año 2014 y en 2023 recibieron la declaración de la Unesco del Registro de buenas prácticas de salvaguardia siendo la segunda manifestación cultural de Venezuela en recibir dicha declaración.

## Calles y Avenidas
-Avenida Miguel Acevedo (La Recta)
-Calle Bolívar
-Calle las clavellinas
-Calle Las Colonias
-Calle El Cedral
-Boulevard Ángel González
-Calle Tajamar
-Calle La Laguna
-Calle Terrazas
-Calle Rivas Dávila
-Calle el Cumbito
-Calle Comercio o Calle real
-Calle El Cacho (Antigua Ubicación de los Bomberos)
-Calle Macaguita
-Calle El Hoyo
-Calle El Placer
-Calle La Libertad
-Calle El Placer
-Calle El Recreo (actual ubicación de los Bomberos)
-Calle El Viento
-Calle La Línea

## Lugares de interés
•Plaza Bolívar
•Complejo Cultural de Barlovento
•Casa de La Cultura
•Parque Ciudadela Bolívar y Martí (Aldea Bolivariana)
•Monumento a los Santos Inocentes (Los Boleros)

## Festividades
Parranda de Año Nuevo
Parranda de Los Reyes Magos
Carnaval
Fiestan en honor a la Virgen de la Encarnacion
San Juan
Bandos y Parrandas de los Santos Inocentes